# Lemme de Goursat (analyse complexe)
Ne pas confondre avec le lemme de Goursat en algèbre.
En analyse complexe, le lemme de Goursat (ou théorème de Goursat) est une version faible du théorème intégral de Cauchy. Selon ce lemme, si une fonction d'une variable complexe est définie et dérivable au voisinage d'un rectangle ou d'un triangle, alors son intégrale curviligne sur le contour est nulle. Initialement, le lemme de Goursat a été pressenti en 1814 par Augustin Louis Cauchy, qui intégra des fonctions d'une variable complexe sur des rectangles.
La preuve du lemme de Goursat ne fait intervenir aucun résultat d'analyse complexe : dans les cours de licence ou dans les livres d'introduction, le lemme de Goursat prépare le terrain à la formule intégrale de Cauchy, qui permet de calculer la valeur d'une fonction holomorphe et de ses dérivées en fonction de ses valeurs sur un contour (pas forcément un triangle ou un rectangle).
Le lemme de Goursat présente pour seul intérêt des démonstrations plus faciles que la formule intégrale très générale de Cauchy.

## Préparation
Dans cet article, U désigne un ouvert du plan complexe {\displaystyle \mathbb {C} }, et f est une fonction définie sur U à valeurs complexes.

### Dérivation
La fonction f est dérivable en un point Z de U (sous-entendu, par rapport à la variable complexe) si, pour tout nombre complexe z dans U, on a :
Cette écriture est un développement limité en Z et donne le comportement de f au premier ordre, sans aucune information supplémentaire. Le nombre a est un nombre complexe, appelé nombre dérivé de f en Z , et noté {\displaystyle f'(Z)}. Si f est dérivable en Z, alors elle est continue en ce point. Une présentation plus détaillée est donnée dans l'article fonction holomorphe.
Le plan complexe {\displaystyle \mathbb {C} } peut être naturellement identifié au plan réel {\displaystyle \mathbb {R} }2. À un nombre complexe z, on peut associer sa partie réelle x et sa partie imaginaire y. Si la fonction f est dérivable en Z, alors elle est différentiable en Z (en tant que fonction de deux variables réelles), et sa différentielle est l'application
En particulier, il vient:
Cette équation, appelée équation de Cauchy-Riemann, servira par la suite pour calculer des variations de f.

### Intégrale curviligne sur un segment
Si Z et W sont des points du plan complexe {\displaystyle \mathbb {C} }, alors le segment [Z , W] est l'ensemble des nombres complexes qui s'écrivent sous la forme:
L'application {\displaystyle \sigma :[0,1]\rightarrow \mathbb {C} } est une application affine, d'image le segment [Z , W]. C'est ce qu'on appelle un paramétrage affine. Si l'application f est définie et continue au voisinage du segment [Z , W], alors la composée {\displaystyle f\circ \sigma } est une fonction continue d'une variable réelle. On définit alors l'intégrale curviligne de f le long du segment [Z , W] :
Une ligne polygonale, à l'exemple du triangle ou du rectangle, est une concaténation de segments, dont l'extrémité de l'un est l'origine du suivant. L'intégrale curviligne le long d'une ligne polygonale se définit comme la somme des intégrales curvilignes le long des segments qui la constituent.

## Le lemme de Goursat
Le théorème de Goursat peut s'énoncer soit pour les rectangles, soit pour les triangles.

### Pour les rectangles
Énoncé du lemme de Goursat pour les rectangles — Si f est une fonction d'une variable complexe définie et dérivable (holomorphe) sur un voisinage ouvert d'un rectangle {\displaystyle \ R}, alors l'intégrale curviligne de f sur le contour {\displaystyle \partial R} de {\displaystyle \ R} est nulle :
{\displaystyle \oint _{\partial R}f(z)\,dz=0}.
Ce résultat reste vrai si f est supposée continue sur l'ouvert considéré, et holomorphe sur cet ouvert sauf peut-être en un nombre fini de points.
Pour rappel, un rectangle n'est pas simplement son contour, c'est également le domaine intérieur à ce contour (un rectangle est un compact simplement connexe), et donc il ne suffit pas que f soit holomorphe sur le contour, il faut qu'elle le soit sur tout le rectangle.
Le fait que ce théorème soit valable pour une fonction holomorphe sauf en quelques points où elle est continue se transmet au théorème intégral de Cauchy. L'intérêt réside alors dans la démonstration de la formule intégrale de Cauchy à partir d'une fonction holomorphe sauf en un point où elle est continue à laquelle on applique le théorème intégral de Cauchy.

### Pour les triangles
Énoncé du lemme de Goursat pour les triangles — Si f est une fonction d'une variable complexe définie et dérivable (holomorphe) sur un voisinage ouvert d'un triangle T, alors l'intégrale curviligne de f sur le contour {\displaystyle \partial T} de T est nulle :
{\displaystyle \oint _{\partial T}f(z)~\mathrm {d} z=0}.
Ce résultat reste vrai si f est supposée continue sur l'ouvert considéré, et holomorphe sur cet ouvert sauf peut-être en un nombre fini de points.
Pour rappel, un triangle n'est pas simplement son contour, c'est également le domaine intérieur à ce contour (un triangle est un compact simplement connexe), et donc il ne suffit pas que f soit holomorphe sur le contour, il faut qu'elle le soit sur tout le triangle (ou si elle y est holomorphe sauf en un nombre fini de points où elle est néanmoins continue).
Le fait que ce théorème soit valable pour une fonction holomorphe sauf peut-être en quelques points où elle est continue se transmet au théorème intégral de Cauchy. L'intérêt réside alors dans la démonstration de la formule intégrale de Cauchy à partir d'une fonction holomorphe sauf en un point où elle est continue à laquelle on applique le théorème intégral de Cauchy.
Ce théorème a une sorte de réciproque, appelée théorème de Morera, qui dit que

Si U est un ouvert du plan complexe, f une fonction d'une variable complexe continue sur U et si, pour tout triangle fermé T inclus dans U, on a
{\displaystyle \oint _{\partial T}f(z)~\mathrm {d} z=0}
alors
{\displaystyle f\in H(U).}
En combinant :
- le fait que le lemme de Goursat est encore vrai si f n'est pas supposée holomorphe en un nombre fini de points où elle est néanmoins continue ;
- le théorème de Morera ;

on obtient le corollaire suivant.
Corollaire — S'il existe {\displaystyle a_{1},...,a_{n}\in U} tels que {\displaystyle f\in H(U\setminus \{a_{1},...,a_{n}\})} et f continue sur U tout entier, alors {\displaystyle f\in H(U)}.

### Extension à tout polygone
Ces résultats s'étendent à tout polygone :
soit une fonction holomorphe sur un ouvert contenant le domaine défini par le polygone ; son intégrale sur le contour est nulle.
Le résultat reste également vrai si la fonction n'est pas supposée holomorphe sur un nombre fini de points, tout en y restant continue.

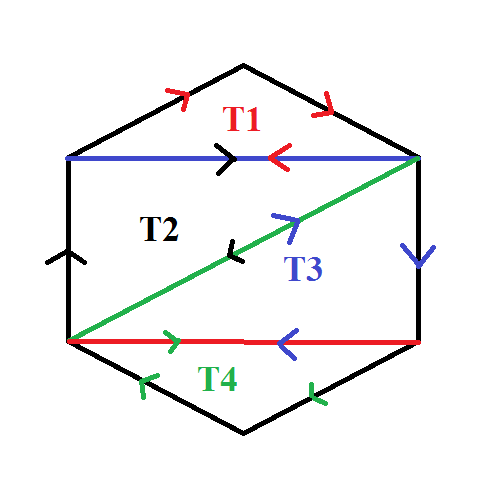
Hexagone découpé en quatre triangles. Lors de la sommation des intégrales, chaque segment intérieur se trouve parcouru une fois dans chaque sens, ce qui annule l'intégrale sur celui-ci.

On explique dans le cas d'un polygone convexe, en passant par un découpage en triangles du polygone. Si le polygone n'est pas un triangle, on joint un des sommets du polygone à un autre qui n'est pas un sommet voisin. On a ainsi défini deux nouveaux polygones de chaque côté du segment. On répète cette opération dans chacun des nouveaux polygones jusqu'à n'obtenir que des triangles. L'intégrale d'une fonction holomorphe étant nulle sur chaque triangle, la somme des intégrales sur les triangles est nulle, or cette somme (en prenant une orientation correcte du parcours de chaque triangle) est égale à l'intégrale de la fonction sur le contour du polygone, puisque chaque segment intérieur au polygone est parcouru une fois dans chaque sens, ce qui annule l'intégrale de la fonction sur ce segment.
Cette extension est l'aboutissement du lemme de Goursat : elle permet de démontrer le théorème intégral de Cauchy.

## Démonstrations
Cet article propose deux démonstrations différentes du lemme de Goursat :
- La première démonstration remonte à l'article Sur les intégrales définies de Cauchy, publié en 1814. Cette preuve consiste à effectuer des variations sur la taille d'un rectangle, de partir d'un rectangle plat pour l'allonger. La même preuve pourrait être adaptée pour les triangles mais les notations seraient plus délicates à introduire et à manipuler ;
- La seconde démonstration, rédigée ci-dessous pour les triangles pleins, est un argument géométrique fondé sur des subdivisions successives. Elle s'appuie sur un raisonnement par l'absurde.

### Variation sur les rectangles
Préliminaire
La démonstration sur un rectangle R1 quelconque est maladroite car multiplie le nombre de paramètres : deux pour chacun de ses sommets. Il est aisé de montrer qu'un rectangle quelconque est l'image par une rotation d'un rectangle R0 aux côtés parallèles aux axes des réels et des imaginaires. Un tel rectangle ne possède que 4 paramètres car l'affixe de chaque sommet partage avec celle de ses voisins soit sa partie réelle (abscisse) soit sa partie imaginaire (ordonnée), simplifiant le problème ; la démonstration qui suit est effectuée sur ce type de rectangle.

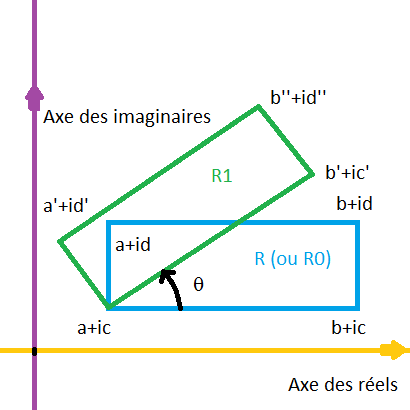
Rectangle R1 et son image, le rectangle R0, par la rotation de centre (a+ic) d'angle -θ.

Pour la démonstration à un rectangle R1 quelconque, il suffit de dire que l'intégrale curviligne d'une fonction holomorphe sur R1 est égale à l'intégrale curviligne sur R0 du produit de la dérivée de la rotation par la fonction composant la rotation (changement de variable), de remarquer que cette fonction composition-produit est une fonction holomorphe. On est ainsi ramené à l'intégrale d'une fonction holomorphe sur R0.
Pour les fonctions qui ne sont pas holomorphes mais continues en un point d'un ouvert contenant le rectangle, on se ramène à un cas particulier à partir des quatre cas qui peuvent se présenter :
- Le point est à l'extérieur du rectangle : ce cas est trivial : on peut trouver un ouvert contenant le rectangle mais pas ce point, le théorème démontré ci-dessus s'applique alors ;
- Le point est sur le sommet : le rectangle peut se découper en quatre rectangles, dont un qui peut être aussi petit que voulu, par continuité de la fonction (elle est bornée) sur le contour de ce petit rectangle (qui est aussi petit que voulu donc son périmètre aussi), l'intégrale est aussi petite que voulu ;
- Le point est sur le contour du rectangle privé des sommets : on coupe le rectangle en deux par une perpendiculaire au rectangle passant par le point qui devient le sommet de deux nouveaux rectangles ;
- Le point est à l'intérieur du rectangle, alors il est le sommet de 4 nouveaux rectangles.

Une illustration est disponible dans les détails de la démonstration.
Pour les fonctions qui ne sont pas holomorphes mais continues sur un nombre fini de points d'un ouvert contenant le rectangle il suffit de répéter cette opération autant de fois que nécessaire en isolant chaque point dans un rectangle.
Démonstration principale
 (mars 2021).
Améliorez-le ou discutez des points à vérifier. 
Soit une fonction f définie et dérivable sur un voisinage ouvert du rectangle plein R, de côtés parallèles à l'axe des réels et des imaginaires. La démonstration aux fonctions continues mais non dérivable en un nombre fini de points sera étendue plus loin.
Le rectangle plein R, représenté ci-à droite, est délimité par ses quatre sommets a + ic, a + id, b + id et b + ic. On va effectuer des variations sur b, et obtenir que l'intégrale curviligne sur le contour {\displaystyle \partial R} ne dépend pas de b. En prenant b = a (rectangle de largeur nulle), on obtient le résultat recherché. Pour marquer la dépendance de R en b, on le note R(b).
En faisant varier b, on modifie les segments horizontaux [a + ic , b + ic] et [a + id, b + id]. Cette modification induit une variation {\displaystyle \left[f(b+ic)-f(a+ic)\right]\delta b} sur les intégrales curvilignes.
Par ailleurs, on déplace horizontalement le segment vertical [b + ic, b + id]. Pour calculer la variation de l'intégrale curviligne sur ces segments verticaux, il est nécessaire d'effectuer une dérivation sous le signe intégrale. En appliquant l'équation de Cauchy-Riemann rappelée plus haut, on constate que cette variation compense la variation précédente (pour les segments horizontaux).

### Divisions d'un triangle
Soit une fonction f définie et dérivable au voisinage d'un triangle T, la démonstration aux fonctions continues mais non dérivable en un nombre fini de points sera étendue plus loin.
On suppose par l'absurde que l'intégrale curviligne de f le long de {\displaystyle \partial \mathbf {T} } est non nulle, et on définit:
Par des divisions successives, on va chercher à réduire la taille du triangle, tout en garantissant une faible décroissance de l'intégrale curviligne de f sur son contour. Par une récurrence sur n, on construit une suite décroissante {\displaystyle \left(\mathbf {T} _{n}\right)} de triangles pleins vérifiant:

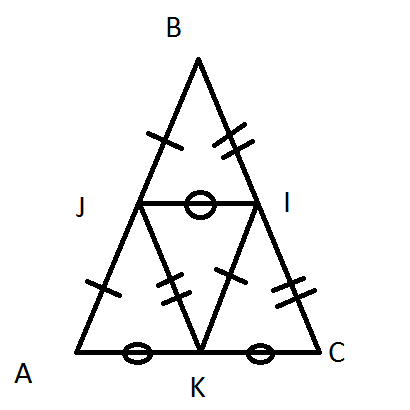
Triangle ABC et ses quatre divisions.

Chaque triangle Tn peut être divisé en quatre petits triangles, comme indiqués sur la figure ci-à droite, selon les milieux de ses côtés. Et Tn+1 est l'un de ces quatre triangles. La construction et le théorème de Thalès garantiront:
En particulier, la suite {\displaystyle \left(\mathbf {T} _{n}\right)} est une suite décroissante de compacts dont le diamètre tend vers 0. Par conséquent, l'intersection est non vide, et restreinte en un unique point a. Une étude locale de f en a prouvera :
Cette estimation asymptotique contredira l'inégalité précédente.
Pour les fonctions qui ne sont pas holomorphes mais continues en un point d'un ouvert contenant le triangle, on se ramène à un cas particulier quatre cas peuvent se présenter :
- Le point est à l'extérieur du triangle : ce cas est trivial : on peut trouver un ouvert contenant le triangle mais pas ce point, le théorème démontré ci-dessus s'applique alors ;
- Le point est sur le sommet : le triangle peut se découper en trois triangles, dont un qui peut être aussi petit que voulu, par continuité de la fonction (elle est bornée) sur le contour de ce petit triangle (qui est aussi petit que voulu donc son périmètre aussi), l'intégrale est aussi petite que voulu ;
- Le point est sur le contour du triangle privé des sommets : on coupe le triangle en deux par une médiane passant par le point qui devient le sommet de deux nouveaux triangles ;
- Le point est à l'intérieur du triangle, alors il est le sommet de 3 nouveaux triangles.

Une illustration est disponible dans les détails de la démonstration.
Pour les fonctions qui ne sont pas holomorphes mais continues sur un nombre fini de points d'un ouvert contenant le triangle il suffit de répéter cette opération autant de fois que nécessaire en isolant chaque point dans un triangle.